# Verwaltungsgemeinschaft Bischberg
Die Verwaltungsgemeinschaft Bischberg im oberfränkischen Landkreis Bamberg wurde im Zuge der Gemeindegebietsreform am 1. Mai 1978 gegründet und zum 1. Januar 1980 bereits wieder aufgelöst.
Der Verwaltungsgemeinschaft hatten die Gemeinden Bischberg und Viereth (Name zum 1. Juli 1980 in Viereth-Trunstadt geändert) angehört.